# 美星鯊
美星鲨（学名：Mustelus canis），又稱美貂鯊，為軟骨魚綱真鯊目皺唇鯊科星鯊屬的一種，分布於西大西洋加拿大、美國至墨西哥灣、加勒比海，南至阿根廷北部海域，深度0至800公尺，本魚體細長，頭部扁平，橢圓形眼睛，每側的正後方都有一個氣孔，具10排扁平鈍的牙齒，上顎和下顎的牙齒大小相似，不對稱，牙尖呈圓形，這些牙齒用於壓碎和研磨食物。具2個背鰭，呈鋸齒狀，大小幾乎相等，第二背鰭比第一背鰭稍小，是臀鰭的兩倍，尾鰭上下葉不對稱，下部較小且較圓，上部有一個深凹口。體色灰色到棕色，腹面是白色到黃灰色，能夠利用黑色素細胞改變顏色來幫助它們偽裝，幼魚魚鰭邊緣呈淺灰色，尾鰭邊緣為白色，體長最大可達150公分，體重可達12.2公斤，棲息在海洋底層水域，因季節及溫度變化會進行遷徙，通常於北緯42°至南緯44°以及西經100°至 46°之間，冬季，可以在美國北卡羅萊納州到切薩皮克灣的出海口處找到，夏季可以從大西洋中部到新英格蘭南部發現。在美洲東海岸（從麻薩諸塞州到佛羅里達州、巴西到阿根廷）以及墨西哥灣最為豐富。屬肉食性，以甲殼類、多毛類、軟體動物、頭足類為食，夜間活動，繁殖記載每年5至6月，卵胎生，雌魚妊娠期為10至11個月，每胎可生產4至20尾幼魚，可作為食用魚及遊釣魚。

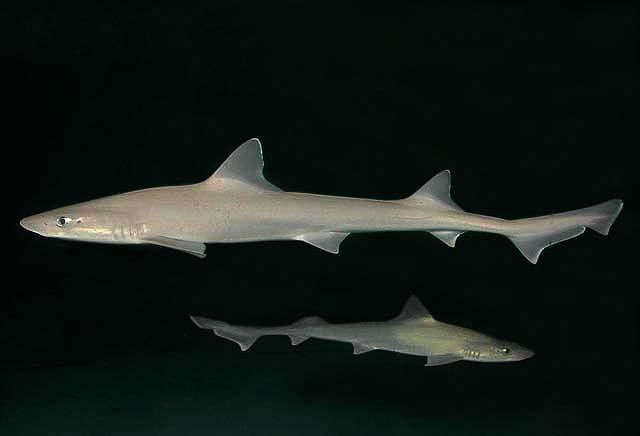
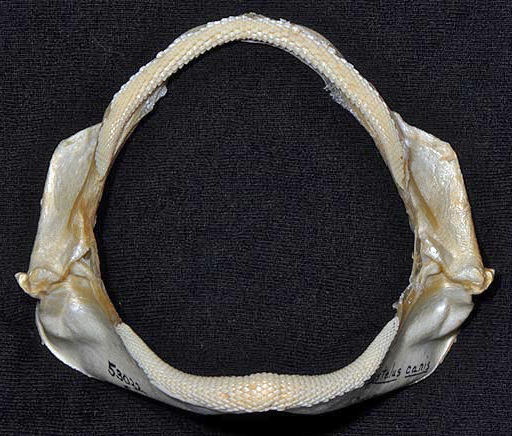
上、下顎
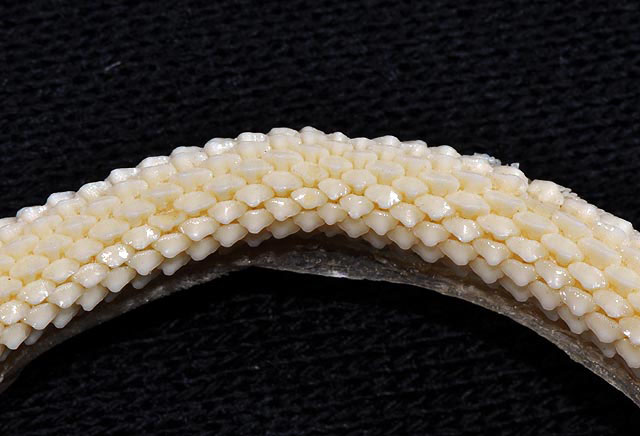
上排牙齒